# چاک استیونسون
چارلز «چاک» استیونسون (انگلیسی: ‎Charles "Chuck" Stevenson‎؛ زادهٔ ۱۵ اکتبر ۱۹۱۹ در سیدنی، مونتانا، درگذشتهٔ ۲۱ اوت ۱۹۹۵ در بنسون، آریزونا) رانندهٔ مسابقات اتومبیل‌رانی اهل ایالات متحده آمریکا بود که از فصل ۱۹۵۱ تا ۱۹۵۴، و دوباره در فصل ۱۹۶۰ در مجموع در پنج گراند پری از مسابقات جهانی فرمول یک شرکت کرد، اما موفق به کسب هیچ امتیازی نشد.
استیونسون در ۲۱ اوت ۱۹۹۵ در بنسون، آریزونا درگذشت.